# Gilbert Guillaume
Gilbert Guillaume (4 de diciembre de 1930) es un jurista y juez francés que se desempeñó como el 19º Presidente de la Corte Internacional de Justicia (CIJ) en La Haya de 2000 a 2003. Fue juez de la CIJ entre 1987 y 2005. Fue nombrado previamente miembro de la Corte Permanente de Arbitraje (CPA) en 1980.  

## Biografía
Originario de Bois-Colombes, Sena, estudió en Sciences Po y se graduó en la Escuela Nacional de Administración en 1957. Fue nombrado maestro de peticiones en el Consejo de Estado antes de incorporarse al Ministerio de Asuntos Exteriores como Director de Asuntos Jurídicos en 1979. En 2007 se convirtió en miembro de la Academia de Ciencias Morales y Políticas, que presidió en 2016, año en el que le fue concedida la Gran Cruz de la Legión de Honor . Guillaume también fue miembro del personal académico de Sciences Po, París. Es el padre de Marc Guillaume, quien fue nombrado como perfecto de París en 2020.